# Parque nacional D'Aguilar
D'Aguilar es un parque nacional en Queensland (Australia), ubicado a 31 km al noroeste de Brisbane.

## Datos
- Área: 20,50 km²
- Coordenadas: 27°18′32″S 152°46′40″E / -27.30889, 152.77778
- Fecha de Creación: 1938
- Administración: Servicio para la Vida Salvaje de Queensland
- Categoría IUCN: II

Véase también:
- Zonas protegidas de Queensland

- Datos: Q1272834
- Multimedia: D'Aguilar National Park / Q1272834